# Arninge Sogn
Arninge Sogn  ist eine Kirchspielsgemeinde (dän.: Sogn) auf der Insel Lolland in Dänemark.
Bis 1970 gehörte sie zur Harde Lollands Sønder Herred im damaligen Maribo Amt, danach zur Rudbjerg Kommune im Storstrøms Amt, die im Zuge der  Kommunalreform zum 1. Januar 2007 in der Lolland Kommune in der Region Sjælland aufgegangen ist.
Im Kirchspiel leben 123 Einwohner (Stand: 1. Januar 2023).
Im Kirchspiel liegt die Kirche „Arninge Kirke“.
Nachbargemeinden sind im Norden Sankt Nikolai Sogn und Avnede Sogn, im Osten Søllested-Skovlænge-Gurreby Sogn und Græshave Sogn, im Süden Dannemare Sogn und im Westen Tillitse Sogn.